# بیمارستان فلوراسکا
بیمارستان فلوراسکا (به لاتین: Floreasca Hospital) یک بیمارستان در رومانی است که در بخارست واقع شده‌است.